# Сімонов Олександр Геннадійович
Олекса́ндр Генна́дійович Сі́монов (* 1948) — український тренер з веслування на байдарках і каное, заслужений тренер України (2017), заслужений працівник фізичної культури і спорту України (2019).

## З життєпису
Місце роботи — Миколаївське вище училище фізичної культури, вчитель відділення веслування на байдарках і каное.
Серед його вихованців — Людмила Кукліновська та Олег Кухарик.